# Ніжинський механічний завод
Ніжинський механічний завод — промислове підприємство у місті Ніжин Чернігівської області.

## Історія
Підприємство було створено в ході індустріалізації СРСР і введено в дію на рубежі 1920-х — 1930-х років.
У радянські часи завод входив до числа провідних підприємств міста, на балансі НМЗ знаходилися база відпочинку та інші об'єкти соціальної інфраструктури.
У середині 1980-х років основною продукцією заводу було обладнання для переробки риби .
Після проголошення незалежності України державне підприємство було перетворено на відкрите акціонерне товариство.
У травні 1995 року Кабінет міністрів України ухвалив рішення про приватизацію заводу протягом 1995 року.
Станом на початок 2013 року завод входив до числа провідних підприємств міста та спеціалізувався на виробництві технологічного обладнання для переробних галузей АПК.
4 — 7 червня 2014 року на виставці «Агро-2014», що проходила в Києві, був представлений демонстраційний зразок автопоїзда-зерновоза Mercedes-Benz Actros 2641 з тристороннім розвантаженням кузова і тривісним причепом на шасі Fliegl. Автомашина була спільним проектом генерального представництва Mercedes-Benz в Україні, компанії «АвтоКапітал» (найбільшого дилера Mercedes-Benz на території України), компанії «Атлант» та Ніжинського механічного заводу (на НМЗ був виготовлений кузов зерновоза).
Після банкрутства у 2015 році ВАТ «Ніжинський механічний завод» було перетворено на товариство з обмеженою відповідальністю.

## Сучасний стан
Завод є багатопрофільним підприємством, яке випускає комплектуючі для залізничного транспорту (гальмівні колодки та ін.), обладнання для хлібопекарської, молочної та виноробної промисловості, сільського господарства, а також твердопаливні котли та ін.